# Лапчук Василь Степанович
Василь Степанович Лапчук (19 березня 1985, Пісочна — 20 вересня 2024, Добропілля) — український військовослужбовець, підполковник, заступник командира 703 ОПОЗ з МПЗ, заступник командира 14 ОМБр з МПЗ, старший офіцер групи психологічного відновлення управління психологічної підтримки персоналу «ОК Захід» Збройних Сил України. Учасник російсько-української війни.

## Життєпис
Народився 19 березня 1985 року у с. Пісочна Миколаївського району Львівської області. Закінчив місцеву школу. 
Своє перше офіцерське звання отримав у Національній академії сухопутних військ імені гетьмана Петра Сагайдачного. Після завершення навчання Василь потрапив у Самбір. Багато років віддав службі у 703-му полку. Там пройшов шлях від начальника клубу до заступника командира полку з морально-психологічного забезпечення, від лейтенанта до підполковника. Під час служби у самбірському інженерному полку відправився на війну. З перших днів російської агресії проти України, полк вирушив на кордони з Кримом та на східний напрямок, де починався наступ агресора. Неодноразово бував у зоні проведення АТО/ООС та зокрема і у найгарячіших її точках. 
Під час повномасштабного вторгнення служив у 14-ій окремій механізованій бригаді імені князя Романа Великого. Був заступником командира бригади з морально-психологічного забезпечення.
Пройшов бої за Соледар і Бахмут, брав участь у наступальній операції на Харківському напрямку, виконував завдання на Куп'янському напрямку.
Останнім місцем служби Василя стало Оперативне командування «Захід». Він був старшим офіцером групи психологічного відновлення управління психологічної підтримки персоналу.
Підполковник Василь Лапчук загинув під час виконання завдань 20 вересня 2024 року неподалік м. Добропілля на Донеччині від ворожого ракетного удару .
Залишилися батьки, сестра, дружина та троє дітей. Похований у рідному селі Пісочна. https://www.facebook.com/share/p/RXsab2udG9NtKzKm/ https://www.facebook.com/share/p/QobUk38sN9xCYDSw/

## Нагороди
- Орден Данила Галицького[1].